# ثيودور بول
ثيودور بول (بالنرويجية البوكمول: Theodor Bull)‏ هو نَسَّاب نرويجي، ولد في 1870، وتوفي في 1958.